# 炮击贝尔格莱德 (1914年)

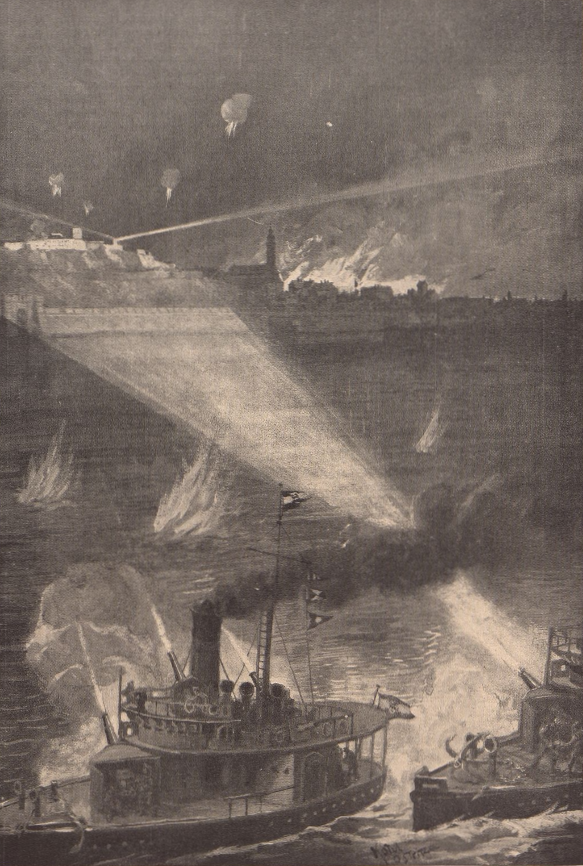
炮击贝尔格莱德

炮击贝尔格莱德是奥匈帝国军队在1914年7月28-29日夜间对塞尔维亚王国首都贝尔格莱德进行的一次袭击。这是第一次世界大战中交战各方的首次军事行动。
奥匈向塞尔维亚宣战的几小时后，炮击开始。当夜，奧匈帝國海軍多瑙河舰队的3艘浅水重炮舰向贝尔格莱德开火，第二天凌晨，奥匈军炮兵又从薩瓦河沿岸的泽蒙向贝尔格莱德开火。奥匈军的榴霰弹令贝尔格莱德城区遭受大范围损伤，塞爾維亞戰役就此打响。俄国尼古拉二世政府在听闻炮击事件后，下令军队进行总动员。8月12日，奥匈军的巴尔干军入侵塞尔维亚。